# Deh-e Salam
Deh-e Salam är en ort i Iran.   Den ligger i provinsen Khorasan, i den östra delen av landet, 900 km sydost om huvudstaden Teheran. Deh-e Salam ligger 1 379 meter över havet och antalet invånare är 370.
Terrängen runt Deh-e Salam är huvudsakligen kuperad, men åt sydväst är den platt.  Trakten runt Deh-e Salam är nära nog obefolkad, med mindre än två invånare per kvadratkilometer. Det finns inga andra samhällen i närheten. Trakten runt Deh-e Salam är ofruktbar med lite eller ingen växtlighet.